# Detectivul ieftin
Detectivul ieftin (în engleză The Cheap Detective) este un film american de comedie thriller de mister din 1978, scris de Neil Simon și regizat de Robert Moore.
Peter Falk interpretează rolul lui Lou Peckinpaugh, o parodie a lui Humphrey Bogart. Filmul este o parodie a filmelor lui Bogart precum Casablanca și Șoimul maltez.
Filmul are o distribuție de vedete care îi include pe Madeline Kahn, Louise Fletcher, Ann-Margret, Eileen Brennan, Stockard Channing, Marsha Mason, Sid Caesar, John Houseman, Dom DeLuise, Abe Vigoda, James Coco, Phil Silvers, Fernando Lamas, Nicol Williamson, Scatman Crothers, Vic Tayback și Paul Williams.

## Rezumat
Lou Peckinpaugh (Peter Falk), un detectiv particular din San Francisco, încearcă să-și dovedească nevinovăția privind uciderea partenerului său, în timp ce ajută o serie de personaje bizare să recupereze o comoară pierdută. 
Un număr mare de oameni sunt uciși în ipostaze nebunești înainte ca el să afle de la Pepe Damascus (Dom DeLuise) că toți căutau douăsprezece diamante mari care au formă de ou. 
Vladimir Tserijemiwtz, la care se aflau diamantele, este împușcat de partenerul său Marcel, care sângera de 10 ani. 
Peckinpaugh îi confruntă pe cei care caută diamantele în casa lui, constatând că în ouă se ascundeau pui adevărați. 
Urmează o confruntare finală între protagoniști și colonelul Schlissel pe malul apei.

## Distribuție
- Peter Falk – Lou Peckinpaugh⁠(d) (Humphrey Bogart)
- Ann-Margret – Jezebel Dezire
- Eileen Brennan⁠(d) – Betty DeBoop
- Sid Caesar – Ezra Dezire/Vladimir Tserijemiwtz
- Stockard Channing – Bess (Lee Patrick)
- James Coco⁠(d) – Marcel
- Dom DeLuise⁠(d) – Pepe Damascus (Peter Lorre)
- Louise Fletcher – Marlene DuChard (Ingrid Bergman)
- John Houseman – Jasper Blubber (Sydney Greenstreet)
- Madeline Kahn⁠(d) – Mrs. Montenegro (Mary Astor)
- Fernando Lamas⁠(d) – Paul DuChard (Paul Henreid⁠(d))
- Marsha Mason – Georgia Merkle (Gladys George)
- Phil Silvers – Hoppy
- Abe Vigoda – sergentul Rizzuto
- Paul Williams – Boy (Elisha Cook Jr.⁠(d))
- Nicol Williamson⁠(d) – colonelul Schlissel (Conrad Veidt)
- Carmine Caridi – sergentul Crosetti
- James Cromwell – Schnell
- Scatman Crothers – Tinker (Dooley Wilson⁠(d))
- David Ogden Stiers – căpitanul
- Vic Tayback⁠(d) – locotenentul DiMaggio
- John Calvin – Qvicker
- Jonathan Banks – Cabbie

## Recepție
Filmul a avut încasări de 5.113.743 de dolari americani în weekendul premierei sale în 648 de cinematografe, clasându-se pe locul al treilea după Grease și Fălci 2 în al doilea weekend. A avut încasări totale de 28,22 milioane de dolari americani.
Criticul de film Roger Ebert a declarat că „dacă ai iubit Șoimul maltez (1941) și poți cita pe de rost cele mai bune replici din Casablanca, vei urî „Detectivul ieftin”, care este, practic, cea mai elegantă și mai scumpă înșelătorie a anului”.
O serie de critici au dat filmului recenzii foarte pozitive: The Fresno Bee⁠(d) a remarcat că „Neil Simon a comis-o din nou. A scris un film amuzant, distractiv și un răsfăț pentru iubitorii filmelor vechi”.
Ed Mintz a fondat CinemaScore în 1979, după ce a văzut filmul și nu i-a plăcut, în ciuda faptului că era un fan al lui Neil Simon și a auzit un alt spectator dezamăgit care a afirmat că dorește să audă opiniile oamenilor obișnuiți și nu pe ale criticilor⁠(d).
Lexiconul german al filmelor internaționale caracterizează filmul astfel: „Un amestec oarecum confuz de comedie și parodie de crimă; un omagiu nostalgic adus lui Humphrey Bogart și filmelor sale clasice din anii 1940, paralelele cu Casablanca fiind cele mai clare. Doar moderat amuzant, iar actoria nu foarte satisfăcătoare, în ciuda distribuției proeminente.”